# Cuatretondeta
Cuatretondeta (en valenciano y oficialmente, Quatretondeta) es un municipio de la Comunidad Valenciana, España. Está situado en el norte de la provincia de Alicante, en la comarca del Condado de Cocentaina. La localidad era denominada antiguamente Quatretondeta de la Serrella. Cuenta con 133 habitantes (INE 2022).

## Geografía física
Cuatretondeta, situada en el valle de Seta, se caracteriza por una orografía muy abrupta, con numerosos barrancos y altas cumbres. Las cotas topográficas van desde los 700 m. hasta los 1359 m. En su término de 16,7 km² se encuentran las cumbres de Peña Cruces (1335 m.) y Serrella (1359 m.).

## Reseña histórica
En 1602 su población era de unas cuarenta familias de moriscos. Regentaron el señorío la familia de los Cardona, marqueses de Guadalest, y los Palafox, marqueses de Ariza. También perteneció al almirante Roger de Lauria. Su iglesia, anexa a la parroquia de Balones, consiguió su independencia en 1786. A principios del siglo XX el número de habitantes era de 440, cifra que permaneció estable hasta 1950. En las dos décadas siguientes llegó a perder un 30 por ciento de sus habitantes; pérdida motivada por la carencia de recursos económicos, lo cual produjo la emigración de la población.
Esta localidad fue la primera en España en contar con una mujer como alcaldesa. Tras una crisis de gobierno, el 19 de octubre de 1924, toda la corporación municipal, encabezada por el alcalde José Román Pérez, dimitió en bloque. Esta renuncia provocó un vacío de poder en la localidad. Ante esta situación, el gobernador de Alicante, Cristino Bermúdez, designó una nueva corporación municipal para restablecer el orden y el funcionamiento del ayuntamiento. El 27 de octubre de 1924, se celebró una sesión para constituir el nuevo ayuntamiento, durante la cual los seis nuevos concejales aceptaron y juraron sus cargos. Entre ellos se encontraba doña Matilde Pérez Mollá, quien fue elegida por unanimidad entre los seis nuevos concejales como Alcaldesa-Presidente, convirtiéndose así en la primera mujer en ocupar este cargo en Quatretondeta y en España.

## Geografía humana

### Demografía
Cuenta con una población de 134 habitantes (INE 2024).
| Gráfica de evolución demográfica de Cuatretondeta entre 1842 y 2021 |
| |
| Población de derecho según los censos de población del INE. Población de hecho según los censos de población del INE.En estos censos se denominaba Cuatretondeta: 1842, 1857, 1860, 1877, 1887, 1897, 1900, 1910, 1920, 1930, 1940, 1950, 1960, 1970, 1981 y 1991. |

## Política
| Periodo   | Nombre                          | Partido   |
| --------- | ------------------------------- | --------- |
| 1979-1983 | José Reig Cardos                | UCD       |
| 1983-1987 | José Enrique Gil Chiquillo      | PSPV-PSOE |
| 1987-1991 | Guillermo Pérez Gil             | PSPV-PSOE |
| 1991-1995 | Juan Soler Bardisa              | PSPV-PSOE |
| 1995-1999 | Vicente García Pérez            | PP        |
| 1999-2003 | Francisco Picazo Pérez          | PSPV-PSOE |
| 2003-2007 | María Magdalena Chiquillo Pérez | PSPV-PSOE |
| 2007-2011 | María Magdalena Chiquillo Pérez | PSPV-PSOE |
| 2011-2015 | Jordi García Doménech           | PSPV-PSOE |
| 2015-2019 | Silvia Soler Candela            | PP        |
| 2019-2023 | Francisco Picazo Pérez          | Compromís |
| 2023-act. | Alejandro Montava Martínez      | PSPV-PSOE |